# Республіканська науково-технічна бібліотека
Республіканська науково-технічна бібліотека — наукова спеціалізована бібліотека Республіки Білорусь, найбільша серед подібних у Білорусі, володіє найбільш повними фондами патентних й нормативно-технічних документів, промислових каталогів і науково-технічної літератури в країні.
Створена 1 березня 1977 року в відповідно до постанови Ради Міністрів БРСР на базі науково-технічної бібліотеки Білоруського інституту науково-технічної інформації і техніко-економічних досліджень Держплану БРСР[джерело?].
Основною метою діяльності РНТБ є сприяння розвитку науково-технічної сфери Республіки Білорусь за допомогою організації широкого доступу до фондів й електронних ресурсів бібліотеки, а також надання доступу до республіканських і світових інформаційних ресурсів через Інтернет.
Фонд РНТБ та п'яти її обласних філій нараховує понад 53 мільйонів примірників, складається з білоруської та зарубіжної науково-технічної інформації, універсального національного патентного фонду, фонду науково-технічних документів зі стандартизації, республіканського фонду промислових каталогів. Значна частина фондів представлена також електронними виданнями.
Вже у 1980-і роки деякі були завдання, зокрема аналіз використання іноземної періодики, були автоматизовані за допомогою ЕОМ. У 1990 році у бібліотеці з'явився перший персональний комп'ютер ЕС-1840. З 1995 року ведеться електронний каталог. У 2000 році почала впроваджуватися автоматизована бібліотечна система «БИТ – 2000». 
В рамках підписаної 21 жовтня 2016 року двосторонньої угоди, Державна науково-технічна бібліотека України  стала посередником в наданні копій документів або їх фрагментів з фонду РНТБ на замовлення користувачів в Україні.